# Apple Vision Pro
Apple Vision Pro為一個由蘋果公司生產的混合现实頭戴式電子設備，在2023年6月5日的蘋果全球開發者大會上正式發布。它運行visionOS作業系統，使用Apple M2和R1晶片，於2024年2月2日在美国發售。這款產品是蘋果公司自2015年推出Apple Watch以來的首個全新的非配件產品線，蘋果公司將Vision Pro描述為一部「空間運算設備」。

## 歷史

### 開發
2015年5月，蘋果公司收購德國擴增實境公司Metaio，並計劃將Metaio的技術應用於電動汽車專案，代號為「Project Titan」。同年，蘋果公司聘請了來自杜比實驗室的邁克·洛克威爾（Mike Rockwell），他成立了一個名為技術開發小組的團隊，其中包括Metaio的共同創辦人彼得·邁爾（Peter Meier）和Apple Watch經理弗萊徹·羅斯科普夫（Fletcher Rothkopf）。邁克·洛克威爾的團隊於2016年開發了一個擴增實境的演示專案，但遭到了當時的首席設計長乔纳森·艾维及其團隊的反對。2017年4月，蘋果公司聘請了一位擴增實境兼虛擬實境領域的專業人員傑夫·諾里斯（Jeff Norris），他曾任職於美国国家航空航天局。同年，乔纳森·艾维的團隊在iOS 11上推出了ARKit。據The Information報導，邁克·洛克威爾的團隊與乔纳森·艾维的團隊合作開發一款頭戴式設備，鏡面可以對外顯示出佩戴者的雙眼，這一設計獲得了工業設計團隊的好評。然而，喬納森·艾維於2019年離職後，該設備的開發工作陷入了不確定時期，喬納森·艾維的繼任者埃文斯·漢基（Evans Hankey）也於2023年離職。随后向洛克威尔汇报工作、曾在苹果游戏及图像技术部门担任高级工程经理杰夫·斯塔尔（Geoff Stahl）主导了VisionOS系统的开发工作。

### 披露与发布
早在2022年，有关苹果公司即将推出头戴式设备的传闻出現，当时谣传这款产品名叫Reality Pro。到了同年的5月份，彭博新聞社称蒂姆·库克在内的苹果高管已试用了产品。到6月份，消息指苹果公司开始招募大量导演为产品开发内容，其中強·法夫洛受邀将个人为Apple TV+制作的纪录片《史前地球》中的恐龙空间立体化。不过到了2023年1月，彭博社记者马克·格鲁曼（Mark Gurman）称AR设备的计划遭到搁置。到了2023年4月，格鲁曼又说苹果正联络开发商为设备开发软件和服务。据苹果方面透露，在Vision Pro开发期间，公司为产品申请了5000多项技术专利。最终在2023年6月5日，苹果于2023苹果全球开发者大会（WWDC）上正式揭开Vision Pro的神秘面纱，定价3499美元，2024年2月2日在美国发售，发售初期预计出货100万台。
在WWDC 2024上，苹果公司宣布Apple Vision Pro将扩展到多个国际市场。具体而言，中国大陆、香港、日本和新加坡的客户可以从2024年6月13日开始预购，设备将于6月28日开始发售；澳大利亚、加拿大、法国、德国和英国的客户可以从6月28日开始预购，设备将于7月12日开始发售。
Vision Pro正式公布的第二天，苹果收购了AR设备初创企业Mira，该公司为超级任天堂世界的机动游戏“马力欧赛车：酷霸王的挑战”提供AR技术，并与美国空军和美国海军有战略合作协定。Mira共有11名员工入职苹果。

## 規格

### 硬體

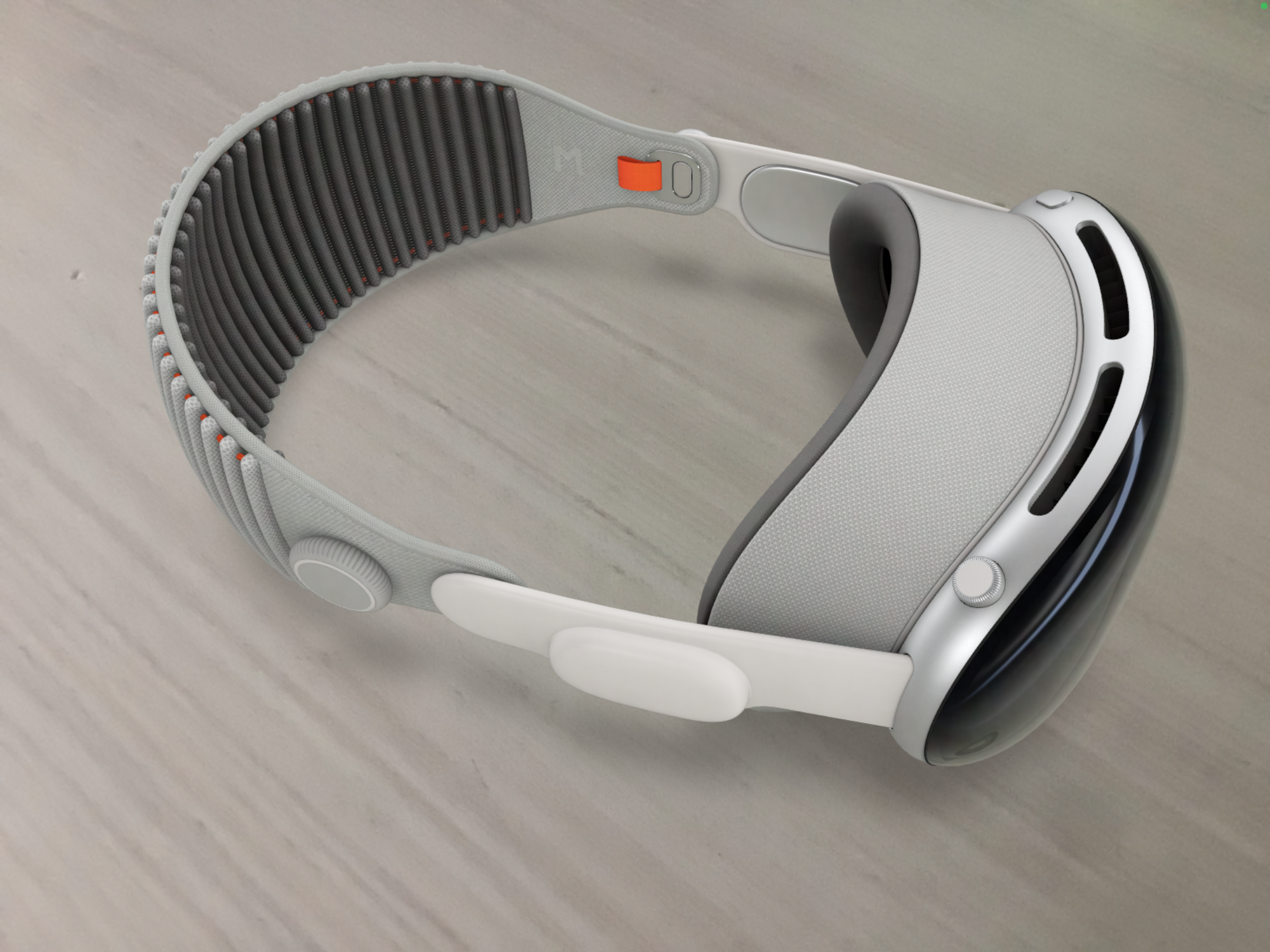
Apple Vision Pro增强现实模型

Apple Vision Pro正面的显示屏采用夾層玻璃，四周为包裹着软垫的铝制边框，后方的头带可拉伸。其中铝制边框四周分布着五颗传感器、六只麦克风和十二个镜头，边框内部则由两个邮票大的OLED显示屏，像素共计2300万。用户佩戴的时候，Vision Pro内部的LED及红外摄像头会实时侦测用户眼部，其中的虹膜檢測技术又名Optic ID，和iPhone的Face ID技术一样，用于解锁设备。对于有佩戴验光眼镜的用户，Vision Pro与蔡司公司开发了一些定制的镜片，用户可根据眼睛的度数选用，使用时直接把镜片磁吸在显示屏的玻璃镜面上即可。而Vision Pro的扬声器位于头带内，具体位置是在用户的耳朵旁，可以营造出虚拟的环绕声。
Vision Pro采用苹果的M2芯片，以及一颗名为R1的协同处理器，用于进行实时的感測器整合。Vision Pro可以使用外部电源充电，没有外部电源的情况下可以连接一块外部电池使用，电池续航时间为两小时。首次使用Vision Pro的时候，用户需要用设备扫描面部，生成内部系统使用的头像。据Ars Technica的塞缪尔·阿克森（Samuel Axon）反馈，在WWDC试用机器期间，他们需要用自己的iPhone扫描面部，以确保系统生成的头像与真人相匹配。与此同时，为了优化扬声器的发声效果，用户需要扫描自己的耳朵，这个扫描可以用自己的iPhone完成，也可以在Apple Store线下购买的时候完成。实际佩戴的时候，Vision Pro系统内部有一个数字表冠，可以控制虚拟背景在用户视野中的比重，占比最少的时候会营造出混合现实的效果，应用程序界面和媒体会在用户周围的现实环境中漂浮，占比最多的时候用户的周围环境会隐藏。Vision Pro还有一个名为EyeSight的外部显示屏，用于展示系统用户头像中的眼睛部分，代表用户的沉浸程度：在AR模式下，EyeSight的眼睛会显得黯淡，而在完全沉浸的模式下，眼睛会完全消失，表明用户已经完全沉浸在Vision Pro的环境中。当其他人靠近，或者与佩戴者搭讪的时候，EyeSight会正常展示佩戴者眼睛，即便佩戴者已经完全沉浸其中，这种情况下佩戴者可以看到其他人。

### 軟體
Apple Vision Pro采用VisionOS系统，核心框架主要衍生自iOS，另外还有用于注視點渲染和实时交互的延展實境专用框架。visionOS系统采用3D用户界面，导航方式为手指侦测、眼动追踪和语音识别。其中点击操作为注视某个元素，或是两指捏合，移动操作为两指捏合后拨动，滚动操作为挥手。在visionOS系统中，应用程序以在3D空间中排列浮动窗口形式展现。除此之外，系统还设有用于文字输入的虚拟键盘、Siri虚拟助手，可以连接巧控键盘、巧控板及游戏手柄等蓝牙外设使用。在接听电话的时候，visionOS系统会用单独窗口展示用户形象 。
据苹果公司透露，iPhone和iPad上面的数十万款应用兼容Vision Pro平台。在WWDC的产品演示中，被提及到兼容产品有Microsoft 365套装（包括Microsoft Word、Microsoft Excel和Microsoft Teams）、Adobe Photoshop Lightroom、FaceTime、思科Webex，以及Zoom。此外，华特迪士尼公司宣布计划为visionOS开发应用，包括混合现实版的Disney+。游戏方面，到正式上市发售的时候，超过100款Apple Arcade游戏会兼容visionOS。苹果公司也和Unity技术公司合作，让visionOS支持Unity引擎。

## 反响
Ars Technica的塞缪尔·阿克森（Samuel Axon）称Vision Pro“的确是我从未见过的东西”，认为在苹果精心设计的Demo中的用户界面非常直观，称赞里面的恐龙Demo让人沉浸其中。他认为Vision Pro的显示屏很暗，但也比他之前用过的同类产品要好，虽然还有许多需要完善的地方。他认为Vision Pro采集的用户人像“超现实”，但所传达的肢体语言远胜于Animoji或Horizon Worlds等其他风格化的头像。总的来说，他认为Vision Pro不算是VR设备，也不是Meta Platforms旗下Quest（前称Oculus）产品线的对手，因为Vision Pro主要定位为“拥有少量VR功能的AR设备”，而且也不是面向大众市场的消费者产品。
The Verge的杰伊·彼得斯（Jay Peters）认为苹果在产品演示过程中故意不把Vision Pro说成VR产品，而是含糊其辞地说它是AR设备、“空间運算設備”，没有用“眼镜”之类的词，也没有展示任何沉浸式游戏或元宇宙体验，只展示了几款非VR游戏，而且是以窗口化或连接游戏外设的情形展示。彼得斯认为这种定位给这个看起来像笨重VR眼镜的发展前景留了回旋余地，而这个前景就是AR眼镜。

## 另見
- HoloLens 2（英语：HoloLens 2）
- Meta Quest Pro（英语：Meta Quest Pro）
- HTC Vive
- Google眼鏡